# Capçalet

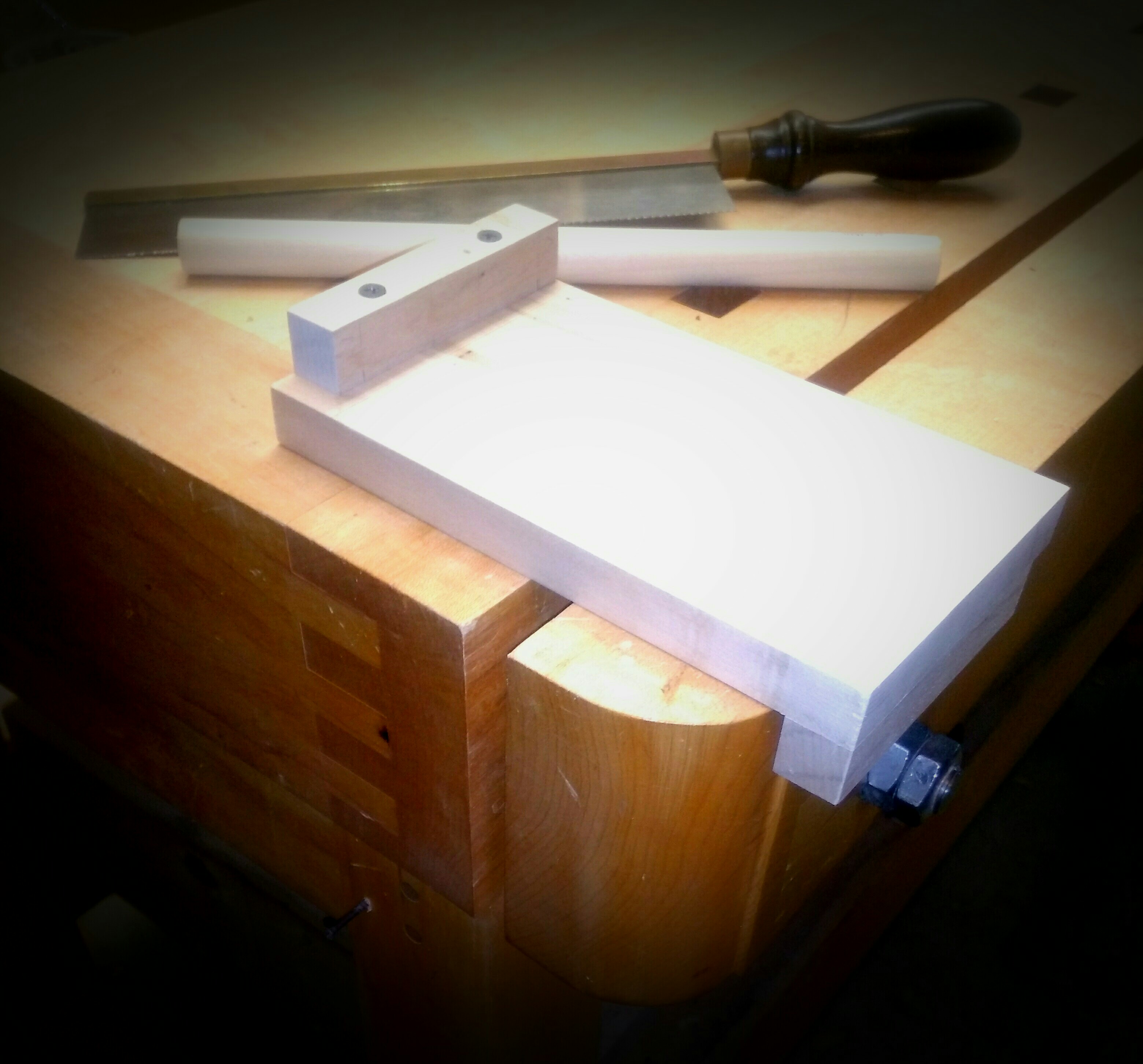
Un capçalet

El capçalet és una eina utilitzada en la fusteria. S'hi recolzen les fustes que s'han de tallar amb xerrac o que s'han de testejar amb el ribot. A vegades, inclou referències o guies que ajuden a tallar a escaire (90° graus) o a cartabó (45°). El capçalet consisteix en una fusta plana amb un topall a l'extrem de la part inferior que es recolza al banc de fuster. A l'extrem oposat de la part superior, té un altre topall on es recolza la peça. Per tal de subjectar la peça, el fuster només ha de pressionar-la contra el topall.